# Indywidualne mistrzostwa Chorwacji na żużlu
Indywidualne mistrzostwa Chorwacji na żużlu – coroczna seria turniejów, wyłaniająca najlepszych spośród chorwackich żużlowców. 

## Historia
Do 1991 roku zawodnicy chorwaccy startowali w Indywidualnych mistrzostwach Jugosławii.
W latach 1992–2000 i 2002 mistrzów Chorwacji wyłaniano na podstawie indywidualnych mistrzostw Słowenii. W latach 2003–2004 organizowano wspólne mistrzostwa z oddzielnymi klasyfikacjami wyłaniającymi mistrzów Austrii i Chorwacji. W latach 2005–2008 organizowano wspólne mistrzostwa z oddzielnymi klasyfikacjami wyłaniającymi mistrzów Austrii, Chorwacji i Słowenii. Od 2009 roku, aż do 2015 organizowano wspólne mistrzostwa Chorwacji i Słowenii, natomiast w 2016 roku po raz ostatni wyłoniono mistrza Chorwacji, we wspólnych zawodach organizowanych ze Słowenią i Węgrami.
Najbardziej utytułowanym chorwackim żużlowcem jest Jurica Pavlic, który mistrzostwo kraju wywalczył dwunastokrotnie.  Sześć złotych krążków w latach 1992, 1994-1996 i 1999-2000 wywalczył Zlatko Krznarić. Dwukrotnymi mistrzami Chorwacji są Željko Feher i Dino Kovačić, natomiast po jednym tytule mają Renato Kuster i Marko Vlah.

## Medaliści mistrzostwChorwacji

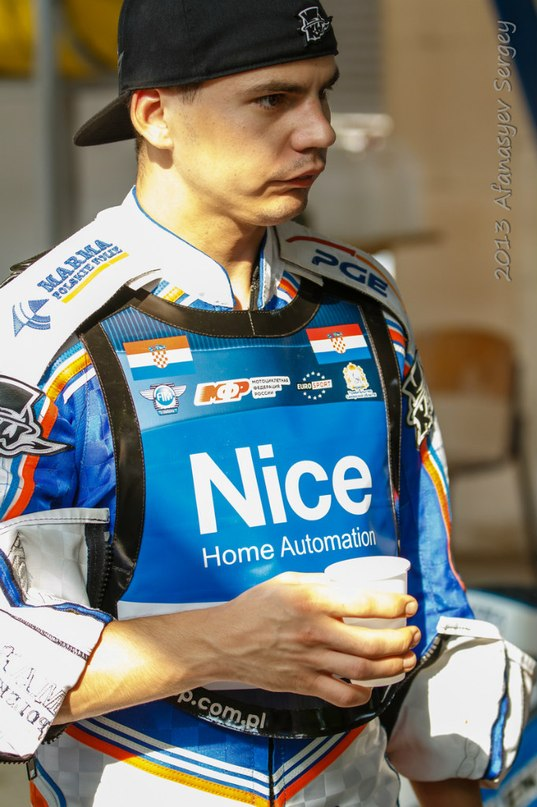
Jurica Pavlic jest 12-krotnym mistrzem Słowenii. Tytuły zdobywał w latach 2003-2009 i 2012-2016.

| 5 rund                                |
| ------------------------------------- |
| Lublana Lendava Krško Lendava Lublana |

| 6 rund                              |
| ----------------------------------- |
| Krško Lublana Lendava Lublana Krško |

| 6 rund                                      |
| ------------------------------------------- |
| Lublana Lendava Krško Lendava Krško Lublana |

| 5 rund                              |
| ----------------------------------- |
| Lublana Krško Lendava Lublana Krško |

| 6 rund                                      |
| ------------------------------------------- |
| Lublana Krško Lendava Krško Lublana Lendava |

| 6 rund                              |
| ----------------------------------- |
| Krško Lublana Lendava Lublana Krško |

| 6 rund                                      |
| ------------------------------------------- |
| Krško Lublana Lendava Krško Lublana Lendava |

| 6 rund                                      |
| ------------------------------------------- |
| Krško Lendava Lublana Krško Lublana Lendava |

| 7 rund                                            |
| ------------------------------------------------- |
| Lublana Prelog Lendava Krško Prelog Lublana Krško |

| 3 rundy               |
| --------------------- |
| Krško Lublana Lendava |

| 6 rund                                                                             |
| ---------------------------------------------------------------------------------- |
| Natschbach-Loipersbach Prelog Mureck Prelog Natschbach-Loipersbach Wiener Neustadt |

| 7 rund                                                                                             |
| -------------------------------------------------------------------------------------------------- |
| Natschbach-Loipersbach Wiener Neustadt Prelog Mureck Wiener Neustadt Natschbach-Loipersbach Prelog |

| 7 rund                                                                     |
| -------------------------------------------------------------------------- |
| Natschbach-Loipersbach Lendava Wiener Neustadt Prelog Lublana Mureck Krško |

| 4 rundy                                               |
| ----------------------------------------------------- |
| Natschbach-Loipersbach Prelog Lublana Donji Kraljevec |

| 4 rundy                                      |
| -------------------------------------------- |
| Natschbach-Loipersbach Prelog Lublana Mureck |

| 4 rundy                                     |
| ------------------------------------------- |
| Krško Natschbach-Loipersbach Prelog Lublana |

| 4 rundy                       |
| ----------------------------- |
| Donji Kraljevec Lendava Krško |

| 4 rundy                               |
| ------------------------------------- |
| Donji Kraljevec Lublana Krško Lendava |

| 4 rundy                               |
| ------------------------------------- |
| Donji Kraljevec Lublana Lendava Krško |

| 4 rundy                               |
| ------------------------------------- |
| Lublana Donji Kraljevec Lendava Krško |

| 4 rundy                               |
| ------------------------------------- |
| Donji Kraljevec Lublana Lendava Krško |

| 4 rundy                               |
| ------------------------------------- |
| Lublana Lendava Donji Kraljevec Krško |

| 4 rundy                               |
| ------------------------------------- |
| Krško Lendava Lublana Donji Kraljevec |

| 5 rund                                      |
| ------------------------------------------- |
| Krško Lublana Lendava Donji Kraljevec Gyula |

## Klasyfikacja medalowa

### Indywidualna
Poniższa tabela zawiera zestawienie zawodników, którzy zdobyli przynajmniej jeden medal indywidualnych mistrzostw kraju na żużlu.
Łącznie najwięcej medali (13) zdobył Jurica Pavlic. W sumie medale zdobywało 18 żużlowców.
| Miejsce | Zawodnik               | Lata      | Złoto | Srebro | Brąz | Razem |
| ------- | ---------------------- | --------- | ----- | ------ | ---- | ----- |
| 1.      | Jurica Pavlic          | 2003-2016 | 12    | 1      | 0    | 13    |
| 2.      | Zlatko Krznarić        | 1992-2002 | 6     | 2      | 0    | 8     |
| 3.      | Željko Feher           | 1997-2003 | 2     | 2      | 1    | 5     |
| 4.      | Dino Kovačić           | 2008-2012 | 2     | 3      | 0    | 5     |
| 5.      | Renato Kuster          | 1992-1998 | 1     | 5      | 0    | 6     |
| 6.      | Marko Vlah             | 2002-2006 | 1     | 2      | 0    | 3     |
| 7.      | Renato Cvetko          | 2009-2014 | 0     | 3      | 3    | 6     |
| 8.      | Ivan Vagek             | 2002-2008 | 0     | 3      | 2    | 5     |
| 9.      | Tomislav Radić         | 1997-1999 | 0     | 1      | 1    | 2     |
| 9.      | (lic. ) Dennis Fazekas | 2016      | 0     | 1      | 0    | 1     |
| 11.     | Krunoslav Zganec       | 1995-1998 | 0     | 0      | 3    | 3     |
| 11.     | Nikola Martinec        | 2005-2007 | 0     | 0      | 3    | 3     |
| 13.     | Vladimir Vuk           | 1992-1993 | 0     | 0      | 2    | 2     |
| 14.     | Karlo Majnić           | 2013-2014 | 0     | 0      | 2    | 2     |
| 15.     | Simon Perčić           | 1997      | 0     | 0      | 1    | 1     |
| 15.     | Damir Conkas           | 2000      | 0     | 0      | 1    | 1     |
| 15.     | Marko Oto              | 2004      | 0     | 0      | 1    | 1     |
| 15.     | Jasmin Ilijaš          | 2011      | 0     | 0      | 1    | 1     |